# Керем Булут
Керем Булут (англ. Kerem Bulut; нар. 2 березня 1992, Сідней) — австралійський футболіст турецького походження, що грав на позиції нападника.
Виступав, зокрема, за клуб «Іракліс», а також молодіжну збірну Австралії.

## Клубна кар'єра
Народився 2 березня 1992 року в місті Сідней. Вихованець юнацьких команд футбольних клубів NSWIS, «Сідней» та AIS.
У дорослому футболі дебютував 2010 року виступами за команду «Млада Болеслав», у якій провів два сезони, взявши участь у 23 матчах чемпіонату.
Згодом з 2013 по 2015 рік грав у складі команд «Акхісар Беледієспор», «Каршияка» та «Вестерн Сідней Вондерерз».
Своєю грою за останню команду привернув увагу представників тренерського штабу клубу «Іракліс», до складу якого приєднався 2015 року. Відіграв за грецький клуб наступний сезон своєї ігрової кар'єри.
Протягом 2016—2017 років захищав кольори клубів «Вестерн Сідней Вондерерз» та «Веен».
Останнім клубом в ігровій кар'єрі став турецький «Менемен», за який виступав протягом 2017—2018 років. 17 жовтня 2018 року Булут отримав чотирирічну дискваліфікацію від Турецької футбольної федерації за вживання кокаїна. Повернувшись до Австралії в 2019 році, він намагався скасувати заборону але зрештою його заяву відхилили.

## Виступи за збірні
У 2008 році дебютував у складі юнацької збірної Австралії (U-17), загалом на юнацькому рівні взяв участь у 5 іграх, відзначившись 4 забитими голами.
Протягом 2010–2011 років залучався до складу молодіжної збірної Австралії. На молодіжному рівні зіграв у 16 офіційних матчах, забив 10 голів.

## Титули і досягнення
- Володар Кубка Чехії (1):

«Млада Болеслав»: 2010-2011